# Automedonte
Automedonte (in greco antico: Αὐτομέδων?, Automédon) è un personaggio della mitologia greca. Fu l'auriga di Achille.

## Genealogia
Figlio di Diore, nei miti non pare fosse sposato e si ritiene che non avesse prole.

## Mitologia
Si occupava dei cavalli immortali Balio e Xanto e il suo nome è poi diventato sinonimo di cocchiere o vetturino.
Si trasferì con dieci navi da Sciro per assistere Achille nella guerra di Troia. Era uno stretto confidente di Patroclo e viene spesso menzionato come un eroe coraggioso, ad esempio nella lotta con Aretos, uno dei figli di Priamo, e nell'assalto alla fortezza di Troia.
Automedonte viene citato nel brano de "I cavalli di Achille" quando Zeus si rivolge ai cavalli che erano fermi come una stele funeraria.